# Acacia pygmaea
Acacia pygmaea é uma espécie de leguminosa do gênero Acacia, pertencente à família Fabaceae.